# Ormen
Ormen – duński torpedowiec z początku XX wieku i okresu międzywojennego. Okręt został zwodowany 23 lutego 1907 roku w stoczni Orlogsværftet w Kopenhadze, a do służby w Kongelige Danske Marine wszedł w tym samym roku. Jednostka została wycofana ze służby w 1932 roku.

## Projekt i budowa
Plany niewielkiego torpedowca został zakupione przez Danię we francuskiej stoczni Normanda . Mimo że 10 lat później „Ormen” był już konstrukcją przestarzałą, stał się wzorcem dla dużej serii jednostek typu Springeren .
„Ormen” zbudowany został w stoczni Orlogsværftet w Kopenhadze . Stępkę okrętu położono w maju 1906 roku, a zwodowany został 23 lutego 1907 roku .

## Dane taktyczno-techniczne
Okręt był niewielkim torpedowcem o długości całkowitej 38 metrów, szerokości 4,25 metra i zanurzeniu 2,6 metra . Wyporność normalna wynosiła 97 ton, a pełna 105 ton . Okręt napędzany był przez maszynę parową potrójnego rozprężania o mocy 2100 KM, do której parę dostarczały dwa kotły . Jednośrubowy układ napędowy pozwalał osiągnąć prędkość 26,2 węzła . Okręt zabierał zapas 11 ton węgla .
Torpedowiec wyposażony był w trzy wyrzutnie torped kalibru 450 mm: stałą na dziobie i podwójną obrotową na pokładzie (umieszczono wyrzutnie w taki sposób, że torpedy mogły być wystrzeliwane w przeciwnych kierunkach) . Uzbrojenie artyleryjskie stanowiły dwa pojedyncze działa pokładowe kalibru 37 mm M1890 L/40 .
Załoga okrętu składała się z 21 oficerów, podoficerów i marynarzy .

## Służba
„Ormen” wszedł do służby w Kongelige Danske Marine w 1907 roku . W 1920 roku okręt otrzymał numer taktyczny 20, zmieniony trzy lata później na B1, zaś w 1929 roku na R1 . Jednostka została wycofana ze służby w 1932 roku.